# IC 2568
IC 2568 ist eine Balken-Spiralgalaxie vom Hubble-Typ SBa im Sternbild Kleiner Löwe am Nordsternhimmel. Sie ist schätzungsweise 358 Mio. Lichtjahre von der Milchstraße entfernt und hat einen Durchmesser von etwa 130.000 Lj.

Im selben Himmelsareal befinden sich u. a. die Galaxien IC 2564 und IC 2566.
Das Objekt wurde am 13. Mai 1896 von Stéphane Javelle entdeckt.